# حلوان للصناعات الهندسية
شركة حلوان للصناعات الهندسية أو مصنع 99 الحربي هي شركة مساهمة حكومية مصرية، تابعة للهيئة القومية للإنتاج الحربي إحدى هيئات وزارة الدولة للإنتاج الحربي، أنشأت سنة 1954 بمنطقة حلوان بمدينة القاهرة على مساحة 500 ألف متر مربع، تعمل في مجال إنتاج أدوات المائدة والطبخ، طفايات الحريق، اسطوانات الغاز، والصناعات المُغذية للسيارات.

## منتجات الشركة
- أدوات المائدة والمطبخ.[5]
- طفايات الحريق.
- اسطوانات غاز السيارات.[6]
- اسطوانات الغاز للمنازل.
- الصناعات المُغذية للسيارات.

## وصلات خارجية
- الموقع الرسمي للشركة.